# Llei de dilució d'Ostwald
La llei de dilució d'Ostwald és una equació que relaciona la conductivitat molar, Λ, i la constant d'equilibri, K, d'una reacció química de dissociació d'un electròlit en els seus ions i que s'ajusta bé per a la conductivitat d'electròlits febles:
Fou descoberta pel químic alemany Wilhelm Ostwald (1853-1932), el 1888, seguint la teoria de la dissociació electrolítica de Svante August Arrhenius (1859-1927). Segons Arrhenius els electròlits febles es dissocien parcialment en dissolució i es produeix un equilibri químic entre l'electròlit no dissociat i els seus ions que es pot representar amb la següent equació:
A concentracions molt baixes aquest equilibri es desplaça cap a la dreta i la conductivitat molar, Λ, és propera a la conductivitat molar a dilució infinita Λº. Si la concentració s'incrementa l'equilibri es desplaça en el sentit invers, és a dir, cap a l'esquerra, i la concentració d'electròlit sense dissociar augmenta i la conductivitat molar disminueix des de Λº a Λ. El grau de dissociació de l'electròlit AB en forma de cations A+ i anions B-, és Λ/Λº, i se simbolitza per α:
A concentracions altes la dissociació és menor, mentre que a dilució infinita la dissociació és completa i la conductivitat molar és Λº.
Per a electròlits forts es compleix la llei de Kohlrausch.